# Willi Menz
Willi Menz (* 12. Oktober 1923 in Wallstadt; † 24. Januar 2020 in Mannheim) war ein deutscher Polizist und Polizeipräsident von Mannheim.

## Beruflicher Werdegang
Willi Menz war ab 1945 Polizeibeamter beim damals noch städtischen Polizeipräsidium Mannheim im Polizeirevier Feudenheim. 1946 wechselte er zur Kriminalpolizei, wo er als Sachbearbeiter, als Inspektionsleiter und im Stab tätig war. Ab 1964 stieg er im höheren Dienst bis zum Kriminaloberrat auf, war Lehrer an der einstigen Polizeischule Mannheim/Heidelberg und stellvertretender Leiter der Kriminalpolizei in Mannheim. 1970 fungierte er als Geschäftsführer der Kommission zur Reform des Bundeskriminalamtes. 1971 wurde er als Nachfolger von Alfred Stümper, der als Landespolizeipräsident in das Innenministerium Baden-Württemberg wechselte, zum Polizeipräsidenten von Mannheim ernannt, dem auch das städtische Ordnungsamt unterstand. Nach der Verstaatlichung der Mannheimer Polizei 1972 nahm er weiterhin die Aufgabe als Polizeipräsident wahr.
Am 14. November 1988 wurde Willi Menz durch Dietmar Schlee, Innenminister von Baden-Württemberg, in den Ruhestand verabschiedet. Danach war er von 1989 bis 1994 Stadtrat in Mannheim. Nachfolger als Polizeipräsident war Knut Feldmann.

## Auszeichnungen
1985 wurde Willi Menz der Mannheimer Bloomaulorden verliehen. Für seinen Einsatz gegen die Diskriminierung von US-Soldaten in öffentlichen Einrichtungen und Lokalen erhielt er 1988 die „Host Nation Scroll of Appreciation“-Urkunde und -Medaille, die damals höchste Auszeichnung der US-Army für Zivilisten. 1988 folgte die Verleihung Bundesverdienstkreuzes 1. Klasse. Darüber hinaus wurden ihm für sein Engagement in polizeinahen und sozialen Themenbereichen weitere Ehrungen auf örtlicher Ebene zuteil.